# هیو هندرسون
هیو هندرسون (انگلیسی: Hugh Henderson؛ زادهٔ) بازیکن فوتبال است.
از باشگاه‌هایی که در آن بازی کرده‌است می‌توان به باشگاه فوتبال لیورپول اشاره کرد.